# Flora Gomes
Flora Gomes (Cadique, 31 dicembre 1949) è un regista guineense.
Dopo un percorso di studi a L'Avana presso l'ICAIC (Istituto Cubano delle Arti e dell'Industria Cinematografica) sotto la direzione di Álvarez Santiago, lavora con il regista Paulin S. Vieyra in Senegal. Successivamente co-dirige due cortometraggi, intitolati La reconstruction (The Reconstruction) e Anos no oça lura. 

## Biografia
Nel 1987, realizza il suo primo lungometraggio Mortu nega, con il quale viene premiato con due menzioni speciali della giuria al Festival di Venezia nel 1988 e vince il terzo premio (Tanit di bronzo) a Le Giornate cinematografiche di Cartagine nel 1990. Con il suo secondo lungometraggio Les yeux bleus de Yonta (Yonta's Blue Eyes) viene selezionato nella sezione Un Certain Regard al Festival di Cannes del 1992 e vince nuovamente il Tanit di bronzo nello stesso anno. Po di sangui, terzo lungometraggio, viene selezionato in competizione ufficiale a Cannes e vince il secondo premio Tanit d'argento a Cartagine nel 1996. 
Nel 2002, Nha fala, è stato selezionato in competizione ufficiale al Festival di Venezia.

## Temi
Flora Gomes trae la sua ispirazione cinematografica in gran parte dal suo paese di origine, la Guinea-Bissau. La storia rivoluzionaria del suo paese è presente infatti nei tre lungometraggi: Mortu Nega (1988), che rievoca la liberazione dalla colonizzazione portoghese, ed è un omaggio alla lotta per la dignità dei combattenti per l'indipendenza; Yonta Blue Eyes (1992), è uno sguardo ad un comunità urbana, che mette a confronto la generazione che ha vissuto la guerra e quella successiva; Po di Sangui, una favola ecologica che parla invece della difficile coesistenza tra le tradizioni e le moderne esigenze di sviluppo in un paese come la Guinea-Bissau.
Nha Fala, il suo quarto lungometraggio, è una commedia musicale, ambientata tra Parigi e Capo Verde, che ha partecipato nel 2002, alla Mostra Internazionale d'Arte Cinematografica di Venezia.

## Filmografia
- O Regresso de Cabral - cortometraggio (1976)
- A Reconstrução, co-regia con Sergio Pina - documentario (1977)
- Anos no Oça Luta, co-regia con Sergio Pina - documentario (1978)
- Mortu Nega (1987)
- Udju Azul di Yonta (1992)
- A máscara - documentario (1994)
- Po di Sangui (1996)
- Nha Fala (2002)
- As duas faces da guerra, co-regia con Diana Andringa - documentario (2007)